# Alicia Coutts
Alicia Jayne Coutts (Brisbane (Queensland), 14 september 1987) is een Australische zwemster. Ze vertegenwoordigde haar vaderland op de Olympische Zomerspelen 2008 in Peking en de Olympische Zomerspelen 2012 in Londen.

## Carrière
Tijdens de Australische kampioenschappen zwemmen 2008 in Sydney plaatste Coutts zich voor de Olympische Zomerspelen van 2008 in Peking. In de hoofdstad van China bereikte ze de finale van de 200 meter wisselslag. In de finale, gewonnen door haar landgenote Stephanie Rice, eindigde ze op de vijfde plaats. 
Op de Australische kampioenschappen zwemmen 2010 wist ze zich te kwalificeren voor de Pan Pacific kampioenschappen zwemmen 2010 in Irvine en de Gemenebestspelen 2010 in Delhi. In Irvine veroverde de Australische de bronzen medaille op de 100 meter vlinderslag en eindigde ze als vijfde op de 200 meter wisselslag en als tiende op de 100 meter vrije slag, op de 200 meter vrije slag strandde ze in de series. Samen met Yolane Kukla, Emily Seebohm en Felicity Galvez sleepte ze de zilveren medaille in de wacht op de 4x100 meter vrije slag, op de 4x100 meter wisselslag legde ze samen met Emily Seebohm, Leisel Jones en Yolane Kukla beslag op de zilveren medaille. In Delhi veroverde Coutts achtereenvolgens gouden medailles op de 200 meter wisselslag, de 100 meter vrije slag en de 100 meter vlinderslag. Samen met Marieke Guehrer, Felicity Galvez en Emily Seebohm sleepte ze de gouden medaille in de wacht op de 4x100 meter vrije slag, op de 4x100 meter wisselslag legde ze samen met Emily Seebohm, Leisel Jones en Jessicah Schipper beslag op de gouden medaille.
Op de wereldkampioenschappen zwemmen 2011 in Shanghai veroverde de Australische de zilveren medaille op zowel de 100 meter vlinderslag als de 200 meter wisselslag, op de 100 meter vrije slag eindigde ze op de zesde plaats. Samen met Belinda Hocking, Leisel Jones en Merindah Dingjan sleepte ze de bronzen medaille in de wacht op de 4x100 meter wisselslag, op de 4x100 meter vrije slag eindigde ze samen met Bronte Barratt, Marieke Guehrer en Merindah Dingjan op de vijfde plaats.
Tijdens de Olympische Zomerspelen van 2012 in Londen veroverde Coutts de zilveren medaille op de 200 meter wisselslag en de bronzen medaille op de 100 meter vlinderslag. Samen met Cate Campbell, Brittany Elmslie en Melanie Schlanger sleepte ze de gouden medaille in de wacht op de 4x100 meter vrije slag. Op de 4x200 meter vrije slag legde ze samen met Bronte Barratt, Melanie Schlanger en Kylie Palmer beslag op de zilveren medaille, samen met Emily Seebohm, Leisel Jones en Melanie Schlanger veroverde ze de zilveren medaille op de 4x100 meter wisselslag.
In Barcelona nam Coutts deel aan de wereldkampioenschappen zwemmen 2013. Ze behaalde vijf zilveren medailles. Individueel eindigde ze tweede in de finale van de 100 meter vlinderslag en de 200 meter wisselslag. Op de 4x100 meter vrije slag legde ze samen met Bronte Campbell, haar zus Cate Campbell en Emma McKeon beslag op de zilveren medaille. Ook in de finale van de 4x100 meter wisselslag eindigde ze tweede, dit keer samen met Cate Campbell, Sally Foster en Emily Seebohm. De vijfde zilveren medaille behaalde Coutts op de 4x200 meter vrije slag. In de finale moesten Coutts, Bronte Barratt, Kylie Palmer en Brittany Elmslie de duimen leggen voor het Amerikaanse viertal.

## Internationale toernooien
| Jaar | Olympische Spelen                                                                              | WK langebaan | WK kortebaan  | PanPacs | Gemenebestspelen                                                                             |
| ---- | ---------------------------------------------------------------------------------------------- | --- | ------------- | --- | -------------------------------------------------------------------------------------------- |
| 2008 | 5e 200m wisselslag                                                                             | | geen deelname | |                                                                                              |
| 2009 |                                                                                                | geen deelname |               | |                                                                                              |
| 2010 |                                                                                                | | geen deelname | 10e 100m vrije slag · 24e 200m vrije slag · 100m vlinderslag · 5e 200m wisselslag · 4x100m vrije slag · 4x100m wisselslag | 100m vrije slag · 100m vlinderslag · 200m wisselslag · 4x100m vrije slag · 4x100m wisselslag |
| 2011 |                                                                                                | 6e 100m vrije slag · 100m vlinderslag · 200m wisselslag · 5e 4x100m vrije slag · 4x100m wisselslag                   |               | |                                                                                              |
| 2012 | 100m vlinderslag · 200m wisselslag · 4x100m vrije slag · 4x200m vrije slag · 4x100m wisselslag | | geen deelname | |                                                                                              |
| 2013 |                                                                                                | 18e 50m vlinderslag · 100m vlinderslag · 200m wisselslag · 4x100m vrije slag · 4x200m vrije slag · 4x100m wisselslag |               | |                                                                                              |

## Persoonlijke records
Bijgewerkt tot en met 13 augustus 2013

### Kortebaan
| Afstand          | Tijd    | Datum            | Plaats   |
| ---------------- | ------- | ---------------- | -------- |
| 100m vrije slag  | 53,69   | 15 juli 2010     | Brisbane |
| 200m vrije slag  | 1.57,36 | 18 juli 2010     | Brisbane |
| 100m vlinderslag | 59,51   | 17 juli 2010     | Brisbane |
| 200m vlinderslag | 2.07,61 | 14 juli 2010     | Brisbane |
| 200m wisselslag  | 2.09,23 | 11 augustus 2009 | Hobart   |

### Langebaan
| Afstand          | Tijd    | Datum           | Plaats   |
| ---------------- | ------- | --------------- | -------- |
| 100m vrije slag  | 53,78   | 28 juli 2011    | Shanghai |
| 200m vrije slag  | 1.57,72 | 4 april 2011    | Sydney   |
| 50m vlinderslag  | 25,78   | 1 mei 2013      | Adelaide |
| 100m vlinderslag | 56,85   | 28 juli 2012    | Londen   |
| 200m vlinderslag | 2.09,71 | 6 december 2006 | Brisbane |
| 200m wisselslag  | 2.08,15 | 31 juli 2012    | Londen   |